# Hockerty
Hockerty és una plataforma suïssa de comerç electrònic de roba a mida fundada el 2008 amb oficines a Zúric, Barcelona i Xangai. Té les seves plantes de producció a Xangai, Xina i Toledo, Espanya.

## Història
Hockerty va ser fundada el 2008 pels amics catalans Humbert Codina, Alberto Gil i Andreu Fernández a Zürich, Suïssa com a teïformes.
El juliol del 2008 l'empresa va començar a vendre vestits i camises d'home a mida. El 2015 l'empresa va llançar una marca per a dones anomenada Sumissura. El 2017 l'empresa va ser renomeada i va canviar el seu nom a Hockerty.
El 2020 l'empresa va iniciar la producció de calçat i la producció a mida. Hockerty va llançar una línia de texans a mida el 2021.
Des de l'any 2010, la plataforma ha utilitzat una eina d'estimació de mesures, un algorisme que estima les mesures dels clients.

## Associacions
Al juliol de 2021, juntament amb el llançament de texans a mida, Hockerty es va associar amb Kermin Group i Advance Denim per reduir el consum d'aigua, energia i químics en la producció de texans.
L'octubre del 2021 l'empresa va iniciar una aliança amb l'ambaixador i model de la seva primera marca, el posseïdor de rècord, campió olímpic espanyol i cinc vegades medallista a la disciplina de caiac, Saúl Craviotto. Una línia de moda especial dedicada a Craviotto va ser presentada amb la participació a Barcelona.

## Ressenyes
La revista Elle va descriure el model de Hockerty com: productes a mida en línia a preus no competitius.
"Okdiario", diari digital espanyol, va descriure el dissenyador 3D en línia per mesurar roba de Hockerty com "el dissenyador web més ràpid del món que els permet als clients visualitzar les seves creacions en temps real".
El diari nacional espanyol “ABC” nota que Hockety és una de les empreses que fa millor un vestit a mida en línia, i també utilitza vídeos d'assistència per ajudar els clients digitals.
El diari en línia “L'Españo” va esmentar Hockerty com “la major empresa de vestits i camises a mida en línia”.
“La Vanguardia”, diari català, indica que Hockerty utilitza activament als seus vestits els “teixits mixtos de lli i cotó que s'arruguen molt menys i mantenen les propietats de pes i permeabilitat”.

## Operacions
La producció més gran de l'empresa es troba a la ciutat més poblada de la Xina, Xangai, (enfocada a la producció de roba) amb una fàbrica a Toledo, Espanya (enfocada a la producció de calçat). Vanity Fair va indicar que la capacitat esperada de producció artesanal de sabates a Toledo és de 5.000 parells. Hockerty ofereix 500 teixits diversos al desembre de 2021 i té clients a 142 països segons la revista “Hola!”.